# Sussex (Nova Jersey)
Sussex és una població dels Estats Units a l'estat de Nova Jersey. Segons el cens del 2008 tenia 2.124 habitants.

## Demografia
Segons el cens del 2000, Sussex tenia 2.145 habitants, 903 habitatges, i 512 famílies. La densitat de població era de 1.380,3 habitants/km².
Dels 903 habitatges en un 28,3% hi vivien nens de menys de 18 anys, en un 38,9% hi vivien parelles casades, en un 12,6% dones solteres, i en un 43,2% no eren unitats familiars. En el 35,1% dels habitatges hi vivien persones soles el 12,6% de les quals corresponia a persones de 65 anys o més que vivien soles. El nombre mitjà de persones vivint en cada habitatge era de 2,36 i el nombre mitjà de persones que vivien en cada família era de 3,12.
Per edats la població es repartia de la següent manera: un 23,9% tenia menys de 18 anys, un 8,5% entre 18 i 24, un 32,9% entre 25 i 44, un 22% de 45 a 60 i un 12,7% 65 anys o més.
L'edat mediana era de 36 anys. Per cada 100 dones de 18 o més anys hi havia 91,8 homes.
La renda mediana per habitatge era de 36.172 $ i la renda mediana per família de 45.250 $. Els homes tenien una renda mediana de 37.009 $ mentre que les dones 22.475 $. La renda per capita de la població era de 18.866 $. Aproximadament el 6,9% de les famílies i l'11% de la població estaven per davall del llindar de pobresa.

## Poblacions més properes
El següent diagrama mostra les poblacions més properes.